# Токка и Разар
Токка и Разар (англ. Tokka and Rahzar) — дуэт мутантов из медиафраншизы «Черепашки-ниндзя». Они были созданы Кевином Истменом и Стивом Биссеттом и впервые появились в фильме «Черепашки-ниндзя II: Тайна изумрудного зелья» 1991 года, после чего фигурировали в других медиа по мотивам франшизы. 

## Создание и концепция
В рамках производства картины «Черепашки-ниндзя II: Тайна изумрудного зелья» 1991 года Токка и Разар были созданы в качестве замены Бибопа и Рокстеди, дуэта мутантов из мультсериала «Черепашки-ниндзя» 1987 года, поскольку авторы франшизы Кевин Истмен и Питер Лэрд были против их участие в фильме. Токку и Разара озвучил Роб Полсен

## Биография
Когда Шреддер узнал, что Черепашки-ниндзя подвергались воздействию мутагена компании TGRI, он отправил ниндзя клана Фут похитить главного учёного TGRI, профессора Джордана Перри. Шреддер приказал Перри  использовать мутаген, чтобы создать мутантов из грифовой черепахи и волка, похищенных из Бронксского зоопарка, что привело к появлению Токки и Разара. Тем не менее, Джордан тайно изменил свойства мутагена, в результате чего мутанты приобрели разум младенцев. Шреддер приказал монстрам сразиться с ним, чтобы показать им, кто является их мастером, однако инфантильные мутанты неправильно истолковали слово «мастер», вместо этого услышав «мама», и обняли его. Разгневанный Шреддер приказал уничтожить их, но Перри посочувствовал обоим и сказал Шреддеру, что они и без этого покажут свою силу, если будут воспринимать всё как игру. Эти слова убедили Шреддера сохранить жизнь обоим. 
Несмотря на низкий интеллект, они обладали большой физической силой, что сделало их подходящими оппонентами для Черепах. В первой схватке с ними, на базе Шреддера, братья оказались плохо подготовлены для сражения с ними и были вынуждены бежать, пытаясь спасти своего брата Рафаэля и доктора Перри. Во время преследования Токка застрял в отверстии для люка, после чего Микеланджело начал щекотать его ноги. 
Позже той же ночью Шреддер отпустил их в город, велев «идти поиграть», что они и сделали, опрокинув машины, сбив телефонные столбы и разгромив пару зданий. Во время составления отчёта о происшествиях на следующий день, Эйприл столкнулась с членами клана Фут, которые передали сообщение для Черепах от Шреддера: если они не встретятся с Фут на строительной площадке возле доков, то Шреддер выпустит Токку и Разара в Центральный парк. Во избежание многочисленных жертв, Черепашки и Сплинтер пришли к выводу, что у них нет иного выбора, кроме как встретиться со Шреддером, несмотря на перевес в силе со стороны Токки и Разара. Тем не менее, у профессора появился план: с помощью Донателло и Кено, доктор Перри создал анти-мутаген. Сначала Черепахи подумали, что им будет достаточно распылить его, однако по задумке Перри тот должен был сработать при пищеварении. Микеланджело придумал, как правильно реализовать эту идею. 
Во время их второй встречи на строительной площадке, Леонардо и Микеланджело подали замороженный в кубики льда анти-мутаген двум мутантам в коробке от пончиков, в качестве «ритуал угощения». В то время как Токка съел несколько пончиков, Разар, несмотря на своё младенческое восприятие, понял всю странность ситуации и вытащил изо рта ледяной кубик с анти-мутагеном. Разгневанные тем, что их собирались «отравить», Токка и Разар напали на Черепах. В ходе нападения Разар схватил Микеланджело за руки и начал раскручивать его, в результате чего он и другие Черепахи оказались в заведении под названием «Dockshore Club», прервав переполненный зрителями концерт.
Во время финального противостояния, Леонардо и Рафаэль отбивали атаки Токки и Разара, в то время как эти два мутанта испытывали неоднократную отрыжку, в основном из-за ударов по животам. Хоть несколько кубиков и попало мутантам в рот, для скорого переваривания пищи им был нужен углекислый газ. Тогда Черепахи пустили струю из огнетушителя в рот Токке и Разару. В конце концов, мутанты вернулись в своё прежнее состояние. Их дальнейшая судьба осталась неизвестна, однако, по всей видимости, они были возвращены в Бронксский зоопарк.

## Комиксы
Во вселенной комиксов IDW Publishing первое появление Токки и Разара состоялось в Teenage Mutant Ninja Turtles #111. Впоследствии Караи отправилась на поиски двух могущественных мутантов, которые могли бы нарушить баланс сил в Нью-Йорке, коими являлись Токка и Разар. 
На волне успеха игры Teenage Mutant Ninja Turtles: Shredder’s Revenge (2022), созданной по мотивам мультсериала 1987 года, IDW Publishing выпустила комикс Teenage Mutant Ninja Turtles: Saturday Morning Adventures, в котором также появились Токка и Разар. 

## Телевидение

### Мультсериал 1987 года
Токка, вновь озвученный Полсеном, и Разар, озвученный Таунсендом Коулманом, появились в 7 сезоне мультсериала 1987 года. В эпизоде «Дирк Саваж: Охотник на Мутантов» выяснилось, что за много лет назад Шреддер подверг мутации животных из зоопарка, в результате чего появились Токка и Разар. Дуэт мутантов терроризировал торговый центр «Crystal Palace», после чего они столкнулись с Черепашками-ниндзя. В мультсериале Токка и Разар были намного умнее и красноречивее, чем в фильме. Разар сломал катаны Леонардо, и выбросил Черепах в окно. Позже Черепахи захватили Токку, а Разар разломал колонну в здании, после чего дуэт сбежал. Той же ночью Токка и Разар попали в ловушку, подстроенную Дирком Саважем. Токку взяли в плен, а Разару удалось скрыться. Он пообещал, что Саваж заплатит за это. Позже Разар обнаружил Дирка и напал на него, но его остановили Донателло и Рафаэль. Непонятно, воссоединился ли дуэт в дальнейшем.

### Черепашки навсегда
В анимационном фильме «Черепашки навсегда» 2009 года Шреддер Утром использовал мутаген из вселенной мультсериала 1987 года, чтобы обратить своих подчинённых из клана Фут в мутантов. Двое ниндзя приняли форму Токки и Разара, после чего они попытались остановить Черепашек-ниндзя.

### Мультсериал 2012 года
В мультсериале «Черепашки-ниндзя» 2012 года Разара, который ранее был членом клана Фут и учеником Шреддера по имени Крис Брэдфорд, озвучил Клэнси Браун. Токка появился в четвёртом сезоне, будучи представленный как чудовищный инопланетный хранитель последней части Генератора Чёрных дыр на планете вечно горящего огня Магдомара на окраине космоса.

## Видеоигры
- Токка и Разар были боссами игры Teenage Mutant Ninja Turtles: Turtles in Time в версиях для аркадных автоматов и SNES.
- Токка и Разар по отдельности появились в игре Teenage Mutant Ninja Turtles III: The Manhattan Project (1991).
- В игре Teenage Mutant Ninja Turtles: Turtles in Time Re-Shelled (2009) Токка и Разар также выступили боссами.
- Разар фигурировал в играх Teenage Mutant Ninja Turtles: Danger of the Ooze(2014) и Teenage Mutant Ninja Turtles Legends (2016).
- Токка и Разар выступили одними из боссов игры Teenage Mutant Ninja Turtles: Shredder’s Revenge (2022)[8].

## Товары
- В 2020[9] и 2022 годах NECA выпустила фигурки Токки и Разара на основе их появления в фильме 1991 года[10].
- В 2022 году Funko Pop выпустила фигурки Токки и Разара на основе их появления в фильме 1991 года[11].

## Критика
MovieWeb поместил Кокку и Разара на 6-е место среди «лучших злодеев фильмов про Черепашек-ниндзя», в то время как Screen Rant включил дуэт в число «худших врагов Черепашек-ниндзя в кино», а также поставил Разара на 7-е, а Токку на 5-е место в списке «10 странных мутантов франшизы».